# Lucas Polese
Lucas Da Re Polese, (Colatina, 24 de outubro de 1996), é deputado estadual eleito pelo estado do Espírito Santo, é filiado ao Partido Liberal (PL).